# Дом-музей Джейн Остин

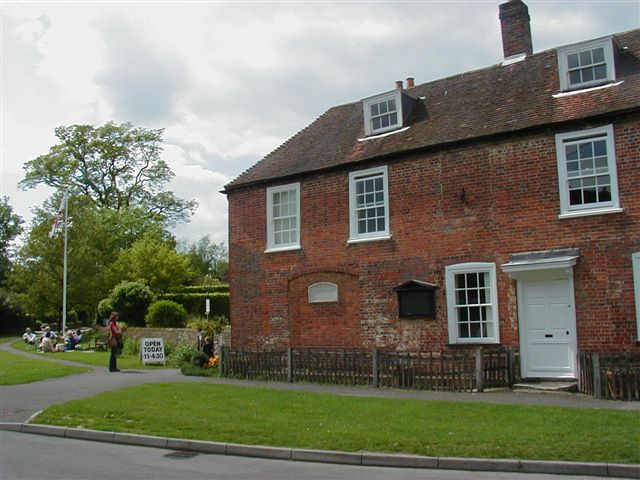

Дом-музей Джейн Остин — небольшой частный музей в деревне Чоутон (англ. Chawton) близ Олтона в Гэмпшире. Он находится в здании XVII века, известном как Чоутенский коттедж. Здесь писательница Джейн Остин провела последние восемь лет своей жизни, написав «Мэнсфилд-парк», «Эмму» и «Доводы рассудка».
В коллекции музея находится восемь нотных тетрадей, принадлежавших Джейн Остин, а также её письма.